# لوكاس لورنسو
لوكاس لورنسو هو لاعب كرة قدم برازيلي في مركز الوسط، ولد في 23 يناير 2001 في سانتوس في البرازيل. لعب مع نادي سانتوس.

## وصلات خارجية
- لوكاس لورنسو على موقع قاعدة بيانات كرة القدم.إي يو (الإنجليزية)
- لوكاس لورنسو على موقع Soccerway.com (الإنجليزية)